# 富山県立富山西高等学校
富山県立富山西高等学校（とやまけんりつ とやまにしこうとうがっこう、英: Toyama Prefectural Toyama Nishi High School）は、富山県富山市婦中町速星にある公立の高等学校。

## 概要
富山県のほぼ中央にある田園地帯、現在は県都富山市のベッドタウンとして発展している婦中地区にあり、普通科を擁する総合制高校である。

## 教育目標
1. 勤労と責任を重んじ、社会の進展に貢献する実践力を培う。
2. 自主自立の気風を喚起し、進んで創意工夫する態度を養う。
3. 礼儀と協和を尊び、建康で明朗な心身の発達に努める。

## 設置学科
- 普通科

## 沿革
個別に出典が提示されていない箇所の出典→
- 1922年（大正11年） - 婦負郡が同郡内に農学校を設立するよう要望し富山県に創設費78,200円を寄付したことを受けて、富山県議会が同寄付の受け入れを議決した[3]。
- 1923年（大正12年）
  - 8月9日 - 文部省告示第423号により富山県立婦負農学校設立認可[2][3]。
  - 9月1日 - 富山県立婦負農学校（尋常小学校卒3年制）を婦負郡速星村海川原393番地に設置[3]。
- 1924年（大正13年）
  - 3月30日 - 第1回入学志願者65名に試験を試行、46名入学を許可[3]。
  - 4月1日 - 速星村板倉日蓮宗教会所を仮寄宿舎、御門、井上清孝の納屋を仮農舎とし、村立速星尋常小学校の仮校舎にて開校。4月4日に第1回入学式を挙行[3]。
  - 7月6日 - 校舎落成、仮校舎より移転[3]。
  - 7月24日 - 寄宿舎、農舎が竣工し移転[3]。
  - 11月17日 - 開校式並びに新築落成式を挙行[3]。
- 1928年（昭和3年）10月2日 - 校旗制定[3]。
- 1930年（昭和10年）6月25日 - 校歌制定[3]。
- 1931年（昭和11年）7月31日 - 同窓会創立[3]。
- 1940年（昭和15年）2月14日 - 甲種昇格が認可（高等小学校卒3年制）[4]。
- 1945年（昭和20年）
  - 2月28日 - 女子第二種専攻科（高等女学校卒1年制）設置認可[4]。
  - 3月20日 - 農業科第一本科および第二本科の7学級変更の件認可[4]。
- 1946年（昭和21年）3月31日 - 女子第二種専攻科廃止[4]。
- 1947年（昭和22年）4月22日 - 併設中学校設置[4]。
- 1948年（昭和23年）
  - 4月1日 - 学制改革により富山県立婦負高等学校設置（全日制農業科・蚕業科、昼間定時制普通科を設置）[4]。
  - 8月31日 - 富山県立富山西部高等学校に統合[4]。
- 1949年（昭和24年）3月31日 - 蚕業科を募集停止し、園芸科を設置[4]。
- 1951年（昭和26年）4月1日 - 富山県立富山西部高等学校より富山県立婦負農業高等学校として独立（富山県教育委員会告示第70号、全日制農業科・園芸科を設置）[4]。
- 1958年（昭和33年）4月1日 - 農村家庭科を設置（同年3月1日設置認可[4]）。
- 1959年（昭和34年）3月31日 - 寄宿舎竣工[4]。
- 1960年（昭和35年）6月30日 - 本館改築第1期工事竣工[4]。
- 1962年（昭和37年）
  - 3月31日 - 体育館新築[5]。
  - 4月1日 - 食品化学科を設置（同年2月28日設置認可[5]）。
- 1963年（昭和38年）
  - 4月1日 - 農村家庭科を生活科に学科改編（1962年12月13日改編認可[5]）。
  - 5月24日 - 本館改築第2期工事竣工[5]。
  - 6月2日 - 農場実習地（6.827坪）増設[5]。
- 1964年（昭和39年）3月30日 - 本館改築第3期工事竣工[5]。
- 1969年（昭和44年）4月1日 - 農業科を募集停止し、土木科を設置。
- 1970年（昭和45年）
  - 3月31日 - 校名を富山県立婦負高等学校と改称。
  - 4月1日 - 生活科を募集停止し、化学工学科・家庭科学科を設置。
- 1971年（昭和46年）3月30日 - 土木科実習棟竣工。
- 1972年（昭和47年）
  - 3月23日 - 化学工学科実習棟・反応プラント実習棟竣工。
  - 4月1日 - 食品化学科・家庭科学科を募集停止し、普通科を設置。
- 1973年（昭和48年）3月20日 - 格技場竣工。
- 1976年（昭和51年）
  - 2月23日 - 普通教室・管理室棟竣工。
  - 4月1日 - 校名を富山県立富山西高等学校と改称[6]。
- 1978年（昭和53年）3月31日 - 化学工学科排水処理室完成。
- 1979年（昭和54年）
  - 8月1日 - 体育館竣工。
  - 11月30日 - 柏葉館（記念館）竣工[2]。
- 1980年（昭和55年）12月17日 - 図書室増築。
- 1982年（昭和57年）4月1日 - 化学工学科を化学工業科に学科改編。
- 1983年（昭和58年）10月31日 - グラウンド改修工事竣工。
- 1984年（昭和59年）3月30日 - コミュニティ広場設置。
- 1987年（昭和62年）
  - 3月26日 - 芸術棟竣工。
  - 4月1日 - 園芸科募集停止。
- 1989年（平成元年）8月30日 - 第2体育館竣工。
- 1991年（平成3年）7月13日 - 北グラウンド完成。
- 1994年（平成6年）
  - 3月16日 - トレーニングハウス竣工。
  - 3月31日 - 部室10室増設。
  - 4月1日 - 化学工業科募集停止。
  - 12月12日 - 100校プロジェクトに指定される[2]。
- 1995年（平成7年）
  - 3月21日 - 国際交流派遣事業開始（第一回アメリカ）[2]
  - 4月1日 - 普通科に英語実践コースを設置。
- 2001年（平成13年）
  - 2月27日 - 未来型教育研究開発事業実施校に指定[2]。
  - 4月1日 - 英語実践コースの2年次よりの選択制導入[2]。
  - 12月21日 - 土木実習棟への渡り廊下竣工。
- 2004年（平成16年）11月5日 - アメリカ・オレゴン州サムバーロウ高校と姉妹校提携。
- 2009年（平成21年）
  - 3月13日 - 第1体育館耐震補強工事完了。
  - 9月18日 - 音川農場を民間に譲渡。
- 2010年（平成22年）
  - 3月12日 - 柏葉館耐震補強工事完了。
  - 4月1日 - 土木科・英語実践コース募集停止（土木科は富山県立富山工業高等学校へ移設）。
- 2012年（平成24年）
  - 2月17日 - 土木科閉科記念事業・2級水準点設置。
  - 3月1日 - 土木科閉科式。
- 2014年（平成26年）3月7日 - 管理教室棟・普通教室棟耐震補強工事完了。
- 2015年（平成27年）2月5日 - 土木実習棟2耐震補強工事完了。
- 2019年（平成31年）3月22日 - 土木実習棟1解体・撤去。
- 2022年（令和4年）2月28日 - 普通、管理教室棟長寿命化改修工事完了[2]。
- 2024年（令和6年）11月8日 - 創立100周年記念式典挙行[2]。

## アクセス
- JR高山本線速星駅 徒歩約10分
- 富山駅から富山地方鉄道バス26系統「ファボーレ経由速星」・29系統「萩の島循環」で約20分、富山西高校前下車

## 部活動
フェンシング部がインターハイや国民体育大会、選抜大会で常時上位入賞、ラグビー部（現在は廃部）は花園出場の経験がある。
- 運動部 - 野球、陸上競技、サッカー、バレーボール、テニス、バスケットボール、バドミントン、フェンシング
- 文化部 - 新聞、美術、書道、放送・演劇、吹奏楽、家庭クラブ
- 同好会 - 茶道、ダンス（チーム名「RAMPER」）

## 校歌
作詞：相馬御風、作曲：片山頴太郎